# Jaroslava Stránská (politička)
Jaroslava Stránská (* 1. dubna 1941) je bývalá česká a československá politička a bezpartijní poslankyně Sněmovny lidu Federálního shromáždění za normalizace.

## Biografie
K roku 1986 se profesně uvádí jako foukačka skla. Ve volbách roku 1986 zasedla do Sněmovny lidu (volební obvod č. 58 - Jablonec nad Nisou, Severočeský kraj). Ve Federálním shromáždění setrvala do konce funkčního období, tedy do svobodných voleb roku 1990. Netýkal se jí proces kooptací do Federálního shromáždění po sametové revoluci.